# Kingwood (Virgínia Ocidental)
Kingwood é uma cidade localizada no estado norte-americano de Virgínia Ocidental, no Condado de Preston.

## Demografia
Segundo o censo norte-americano de 2000, a sua população era de 2944 habitantes.
Em 2006, foi estimada uma população de 2954, um aumento de 10 (0.3%).

## Geografia
De acordo com o United States Census Bureau tem uma área de
6,4 km², dos quais 6,4 km² cobertos por terra e 0,0 km² cobertos por água. Kingwood localiza-se a aproximadamente 556 m acima do nível do mar.

## Localidades na vizinhança
O diagrama seguinte representa as localidades num raio de 16 km ao redor de Kingwood.